# Dryolimnas
Dryolimnas là một chi chim trong họ Rallidae.

## Các loài
- Dryolimnas cuvieri.
- Dryolimnas augusti.